# Abbeville (Georgia)
Abbeville város az USA Georgia államában, Wilcox megyében, melynek megyeszékhelye. Lakosainak száma 2685 fő (2020. április 1.).

## Népesség
A település népességének változása:
| Lakosok száma | 1152 | 2298 | 2908 | 2685 |
|               | 1900 | 2000 | 2010 | 2020 |

## Klíma
| J                                       | F        | M        | Á         | M         | J         | J         | A         | Sz        | O        | N       | D        |
| 52 11 5                                 | 184 14 6 | 116 21 9 | 143 24 13 | 110 28 16 | 156 28 21 | 147 28 21 | 210 27 20 | 111 27 19 | 29 24 13 | 90 19 7 | 137 14 5 |
| Átlagos max. és min. hőmérséklet °C-ban |          |          |           |           |           |           |           |           |          |         |          |
| A csapadékmennyiség mm-ben kifejezve    |          |          |           |           |           |           |           |           |          |         |          |
| Forrás:                                 |          |          |           |           |           |           |           |           |          |         |          |

| Angolszász mértékegységekkel             | Angolszász mértékegységekkel | Angolszász mértékegységekkel | Angolszász mértékegységekkel | Angolszász mértékegységekkel | Angolszász mértékegységekkel | Angolszász mértékegységekkel | Angolszász mértékegységekkel | Angolszász mértékegységekkel | Angolszász mértékegységekkel | Angolszász mértékegységekkel | Angolszász mértékegységekkel |
| ---------------------------------------- | ---------------------------- | ---------------------------- | ---------------------------- | ---------------------------- | ---------------------------- | ---------------------------- | ---------------------------- | ---------------------------- | ---------------------------- | ---------------------------- | ---------------------------- |
| J                                        | F                            | M                            | Á                            | M                            | J                            | J                            | A                            | Sz                           | O                            | N                            | D                            |
| 2 52 41                                  | 7.2 57 43                    | 4.6 70 48                    | 5.6 75 55                    | 4.3 82 61                    | 6.1 82 70                    | 5.8 82 70                    | 8.3 81 68                    | 4.4 81 66                    | 1.1 75 55                    | 3.5 66 45                    | 5.4 57 41                    |
| Átlagos max. és min. hőmérséklet °F-ben  |                              |                              |                              |                              |                              |                              |                              |                              |                              |                              |                              |
| A csapadékmennyiség hüvelykben kifejezve |                              |                              |                              |                              |                              |                              |                              |                              |                              |                              |                              |

| J                                       | F        | M        | Á         | M         | J         | J         | A         | Sz        | O        | N       | D        |
| 52 11 5                                 | 184 14 6 | 116 21 9 | 143 24 13 | 110 28 16 | 156 28 21 | 147 28 21 | 210 27 20 | 111 27 19 | 29 24 13 | 90 19 7 | 137 14 5 |
| Átlagos max. és min. hőmérséklet °C-ban |          |          |           |           |           |           |           |           |          |         |          |
| A csapadékmennyiség mm-ben kifejezve    |          |          |           |           |           |           |           |           |          |         |          |
| Forrás:                                 |          |          |           |           |           |           |           |           |          |         |          |

| Angolszász mértékegységekkel             | Angolszász mértékegységekkel | Angolszász mértékegységekkel | Angolszász mértékegységekkel | Angolszász mértékegységekkel | Angolszász mértékegységekkel | Angolszász mértékegységekkel | Angolszász mértékegységekkel | Angolszász mértékegységekkel | Angolszász mértékegységekkel | Angolszász mértékegységekkel | Angolszász mértékegységekkel |
| ---------------------------------------- | ---------------------------- | ---------------------------- | ---------------------------- | ---------------------------- | ---------------------------- | ---------------------------- | ---------------------------- | ---------------------------- | ---------------------------- | ---------------------------- | ---------------------------- |
| J                                        | F                            | M                            | Á                            | M                            | J                            | J                            | A                            | Sz                           | O                            | N                            | D                            |
| 2 52 41                                  | 7.2 57 43                    | 4.6 70 48                    | 5.6 75 55                    | 4.3 82 61                    | 6.1 82 70                    | 5.8 82 70                    | 8.3 81 68                    | 4.4 81 66                    | 1.1 75 55                    | 3.5 66 45                    | 5.4 57 41                    |
| Átlagos max. és min. hőmérséklet °F-ben  |                              |                              |                              |                              |                              |                              |                              |                              |                              |                              |                              |
| A csapadékmennyiség hüvelykben kifejezve |                              |                              |                              |                              |                              |                              |                              |                              |                              |                              |                              |